# Mésenchyme
Le mésenchyme est un tissu de soutien embryonnaire à l'origine de diverses formes de ces tissus chez l'adulte. 
Embryologiquement, il est souvent dérivé du sclérotome, lui-même dérivant du mésoderme para-axial, mais un tissu ayant une autre origine peut très bien avoir des caractéristiques anatomiques mésenchymateuses, et y être donc assimilé.

## Mésenchyme comme stroma
Par abus de langage, on l'oppose usuellement au mot parenchyme qui désigne les tissus nobles des organes. Le mésenchyme, ainsi défini, aussi dénommé sous cette acception stroma, est un tissu considéré comme ayant deux rôles pour le parenchyme :
1. Mécanique : de remplissage, de soutien. Il donne la forme à l'organe et le maintient en place ;
2. Métabolique : de nutrition et d'échanges.

Le mésenchyme est le lieu de passage entre le sang et le parenchyme. Cette voie est à deux sens puisque le sang est nourri en oxygène, le parenchyme déverse ses surplus et productions dans le mésenchyme. Dans le sens parenchyme/circulation, la sortie se fait par les voies veineuse et lymphatique. Le sang et la lymphe peuvent être considérés comme des tissus mésenchymateux liquides. Le mésenchyme est aussi le lieu de réserve d'eau et d'une grande part des phénomènes immunitaires.
Plus la fonction mécanique est importante (tissu tendineux), moins la fonction métabolique est présente et inversement. Tous les organes du corps en contiennent, de 20 % environ pour les glandes à presque 100 % pour le tissu osseux. La moyenne est de 80 % pour l'ensemble du corps. Le tissu de soutien est donc le constituant principal de l'être humain.

## Origine embryonnaire
La majeure partie du mésenchyme est dérivée du mésoderme. Il existe cependant des tissus mésenchymateux ayant une origine notamment ectodermique. C'est le cas notamment de certains organes du squelette facial, dont les cellules ont pour origine une migration depuis les crêtes neurales. Ce mésenchyme provient donc de tissu neurectodermique.

## Description
Une architecture mésenchymateuse supracellulaire peut être définie par contraste avec l’organisation épithéliale supracellulaire par :
- des interactions entre les cellules telle qu’une couche cellulaire continue ne peut être formée ;
- l’absence de membranes apicales et latérales claires ;
- la distribution non polarisée des différentes organelles et composants du cytosquelette ;
- la motilité voire l'invasivité de ces cellules.

Au cours du développement et de la progression cancéreuse, le mésenchyme peut être un état intermédiaire à la formation d’une structure épithéliale à partir d’une autre structure épithéliale (Transition épithélio-mésenchymateuse EMT et MET en)

## Transition épithélio-mésenchymateuse
Passage d'un épithélium dont les cellules polarisées sont liées par des jonctions serrées, des jonctions gap, des jonctions adhérentes, et des desmosomes à un mésenchyme où les cellules ne sont plus liées entre elles mais constituent un tissu de soutien relié par la matrice extracellulaire et où les cellules sont capables de migration.
Événements cellulaires nécessaires à la transition épithélio-mésenchymateuse :
- réorganisation de l’adhérence intercellulaire ;
- réorganisation de l’adhérence matricielle ;
- remodelage du cytosquelette ;
- changement dans la polarité cellulaire.

Au cours du développement
- Gastrulation chez l’oursin, la drosophile, le poisson, le xénope, le poulet et la souris
- Cellules des crêtes neurales chez les vertébrés
- Somites chez les vertébrés : sclérotome, myotome, dermatome
- Valves cardiaques chez les vertébrés
- Parois du tube digestif chez les vertébrés (épithélium splanchnique et muscles lisses)
- Formation des ébauches des organes interne : foie, pancréas…
- Voûte palatine

Chez l'adulte
- Cicatrisation
- Régénération
- Fibrose
- Cancer

### Marqueurs cellulaires notoires
Épithélium
- Cadhérine E
- Claudine
- Occludine
- Desmoplakine
- Cytokératine 8, 9, 18
- Mucine

Mésenchyme
- Fibronectine
- Vitronectine
- AIFM2 ou FSP1
- Vimentine
- Actine de muscle lisse
- FGFII2b et 3c

### Mécanismes impliqués
- Disparition des jonctions serrées (facteurs de croissance, cytokines, ECM)
- Disparition des jonctions adhérentes, desmosomes, E-cadhérine
- Réorganisation du cytosquelette d’actine et perte de polarité
- Changement de types de filaments intermédiaires : cytokératines-vimentine

Gènes réprimés
- E-cadhérine
- Claudines
- Occludine
- Desmoplakines
- Kératines

Gènes activés
- N-cadhérine
- Fibronectine
- Vitronectine
- Vimentine

### Modèles d’étude de la transition épithélio-mésenchymateuse
Modèles de cellules épithéliales embryonnaires
- Gastrulation chez les vertébrés (xénope, poulet) : changements de morphologie cellulaire (cellules en bouteille, ligne primitive)

Répression de l’E-cadhérine - Rupture de la lame basale - Expression de la N-cadhérine
- Gastrulation chez les arthropodes (Drosophile)

Changements de morphologie cellulaire - Répression de l’E-cadhérine - Expression de la N-cadhérine
- Gastrulation chez les échinodermes (oursin) : changements de morphologie cellulaire - Répression de la cadhérine-1
- Délamination des cellules des crêtes neurales (poulet)
  - Changements de morphologie cellulaire
  - Répression de la N-cadhérine - Expression de la cadhérine-7 - Rupture de la lame basale
  - Changements de répertoire d’intégrine

Modèles de cellules épithéliales en culture
- Lignée de cellules de carcinome de vessie de rat (NBT-II) : Transition si:+ FGF-1 + TGFα + Collagen-I
- Lignée de cellules de rein de chien (MDCK = Madin-Darby canine kidney cells : Transition si : + HGF/SF
- Lignée de cellules épithéliales mammaires humaines (MCF10) : Transition si : + TGF-β + Métalloprotéases
- Ségrégation cellulaire et formation de nouvelles populations cellulaires : gastrulation, délamination des cellules des crêtes neurales, remodelage des somites
  - Migration cellulaire : gastrulation, délamination des cellules des crêtes neurales
  - Morphogenèse : gastrulation, formation des somites, du tube digestif, des valves cardiaques.

La transition épithélio-mésenchymateuse est associée à des sauts évolutifs majeurs : animaux triploblastiques, vertébrés.
Activation de la voie β-caténine
- L’absence de l’E-cadhérine dans des cellules ES entraîne une redistribution de la béta-caténine dans le noyau.
- La β-caténine est transitoirement accumulée dans le noyau des cellules des crêtes neurales à la suite de la délamination.

### Facteurs de transcription impliqués
La TEM met en jeu un répertoire restreint de facteurs de transcription :
- Snail (Snail-1, Slug) (inhibe N et E-cadhérine Occludine Claudine et active MMP9, metalloprotéase et est inhibé par GSK3β) ;
- ZEB (SIP-1) (inhibe E-cadherin) ;
- bHLH (Twist, E-47) ;
- Ets (active Intégrines VE-cadhérine Métalloprotéases et est inhibé par Ras/MapK, CAM Kinase II).

Ets-1 est exprimé par les cellules des crêtes neurales au cours de leur délamination. La surexpression ectopique d’Ets-1 induit une TEM avec rupture de la lame basale mais pas la migration.

### Voies de signalisation
Les voies d’induction de la transition épithélio-mésenchymateuse sont multiples :
Morphogènes/Facteurs de croissance
- TGF-béta/BMPs
- FGF/EGF/TGF-béta
- HGF/SF
- Wnt
- Notch
- Shh

Matrice extracellulaire
- Métalloprotéases
- Intégrines (La kinase ILK activée par les intégrines induit le TEM de cellules épithéliales mammaires en réprimant l’expression de la E-cadhérine)
- Collagène

Tensions mécaniques (par l’environnement ou les cellules voisines)
Différents modes de transition épithélio-mésenchymateuse :
- voie BMP-4 ;
- voie Wnt-1 induced proliferation and EMT ;
- voie Notch-Delta controled lateral inhibition and EMT ;
- division cellulaire asymétrique.

### Transitions épithélio-mésenchymateuses (EMT) et Cancer
- Les caractéristiques moléculaires de l'EMT : celles-ci incluent une sous-régulation de E-cadhérine responsable de la perte de l'adhésion intercellulaire et un détachement subséquent d'avec l'épithélium parent; une sur-régulation de protéases dégradant la matrice qui digèrent la membrane basale épithéliale ; une sur-régulation et/ou une translocation de facteurs de transcription sous-tendant le programme génétique spécifique de l'EMT, à savoir la caténine beta, les Smads, et des membres de la famille Snail, la création de l'expression de protéines mésenchymateuse tel que la fibroblast specific protein 1 (FSP1), de vimentine, et d'actine alpha de muscle lisse, la réorganisation cytosquelettique par l'intermédiaire de la Ras homologous (Rho) guanosine triphosphatase (GTPase) pour favoriser la forme cellulaire et activer leur mobilité ; la perte de cytokératines et d'autres marqueurs spécifiques de cellules épithéliales; et la formation de matrice de type interstitiel tel que le collagène de type I et III et de fibronectine.
- Implication dans la dissémination métastasique : dans le processus de cancerisation, les métastases sont produites par une transition éphitélium mésenchyme permettant le détachement et la dissémination des cellules cancéreuses dans tout l'organisme. on peut observer une répression de la E-cadhérine dans les carcinomes invasifs et une expression de Snail-1 dans les carcinomes invasifs.
- Implication dans un milieu sain : ce type de processus s'observe aussi au niveau de tissus sains comme dans le pancréas avec la migration des cellules beta et gamma dans les îlots de Langerhans ainsi que dans le rein et dans l'organe de l'audition (organe de Corti) lors de l'ouverture du tunnel de Corti entre les cellules piliers et lors de la formation des espaces de Nuel entre les cellules de Deiters et leur cellules sensorielles externes (celui-ci est en cours d'études)[1]. Il intervient aussi lors de la formation des canaux semi-circulaires de l'oreille interne permettant les fonctions vestibulaires de celle-ci.